# Felix Christopher Hey
Felix Christopher Hey (* 1963) ist ein deutscher Rechtswissenschaftler.

## Leben
Seit seiner Promotion zum Dr. iur. in München 1991 und Habilitation ebenda 2001 lehrt Hey dort als außerplanmäßiger Professor. Darüber hinaus ist er an der rechtswissenschaftlichen Fakultät der Universität zu Köln außerplanmäßiger Professor. Zu seinen Fachgebieten gehören Bürgerliches Recht, Handels- und Gesellschaftsrecht sowie Arbeitsrecht. 
Hey arbeitete von 1993 bis 1995 im Bayerischen Staatsministerium der Finanzen und im Anschluss bis 2003 für die Bayerische Vereinsbank. Danach leitete er das Lektorat Wirtschaftsrecht beim Verlag C. H. Beck. Seit 2010 ist er geschäftsführender Gesellschafter des Verlags Otto Schmidt, womit er die Nachfolge von Karl-Peter Winters antrat. Im gleichen Jahr übernahm er diese Position auch beim Kölner RWS Verlag, dessen Gesellschafter der Otto Schmidt Verlag war. Ende 2019 stieß der Verlag seine Anteile bei RWS ab und kaufte den Heidelberger C.F. Müller Verlag hinzu, welchen Hey seitdem gemeinsam mit dessen bisherigem Geschäftsführer Joachim Kraft führt.

## Schriften (Auswahl)
- Direktmarketing und Persönlichkeitsschutz im Rahmen der Geschäftsverbindung von Bank und Kunden. Berlin 1994, ISBN 3-428-07853-5.
- Freie Gestaltung in Gesellschaftsverträgen und ihre Schranken. München 2004, ISBN 3-406-52004-9.
- als Herausgeber mit Marietta Auer, Hans Christoph Grigoleit, Johannes Hager, Carsten Herresthal, Ingo Koller, Katja Langenbucher, Jörg Neuner, Jens Petersen, Thomas Riehm und Reinhard Singer: Privatrechtsdogmatik im 21. Jahrhundert. Festschrift für Claus-Wilhelm Canaris zum 80. Geburtstag. Berlin 2017, ISBN 978-3-11-046631-7.